# Edithe Van Hecke
Edithe Van Hecke (Antwerpen, 10 mei 1940 - 5 februari 2014) was een Belgische schilderes, beeldhouwster en schrijfster. Zij was ook actief met glas-in-lood kunstwerken.

## Levensloop
Zij groeide op tijdens de Tweede Wereldoorlog in Antwerpen in een gezin waar haar vader gepassioneerd was door Rubens en kopieën maakte van diens kunstwerken.
Zij deed haar studies aan de Antwerpse Kunstacademie in 1965. Haar vader kon net vluchten bij een deportatie tijdens de oorlog in 1943, ging in het verzet en verbleef tijdens de oorlog op het platteland. Van Hecke vestigde zich na haar studies in Antwerpen. Zij maakte reizen naar Zuid-Frankrijk, dat zij per auto doorkruiste en ging op zoek naar haar inspiratie bij Pablo Picasso. Zij exposeerde en hield een kunstwinkel in Antwerpen  in 1970. Van Hecke nam deel aan diverse tentoonstellingen in Frankrijk in de jaren negentig en begin 2000. Van Hecke schilderde portretten, maakte beeldhouwwerken en was sterk geïnspireerd door Zuid Frankrijk.
Zij was actief in diverse kunstgilden, schreef op latere leeftijd boeken en restaureerde een kasteel in Frankrijk in 2010, hetgeen zij ook gebruikte om haar kunstwerken in te exposeren.